# Катакомбы Сан-Джованни
Катакомбы Сан-Джованни (итал. catacombe di San Giovanni) — раннехристианские катакомбы IV — VI веков в Сиракузах (Сицилия). Детально исследованы археологом Паоло Орси в 1893 — 1909 годах; в настоящее время единственные сиракузские катакомбы, открытые для публики.

## История

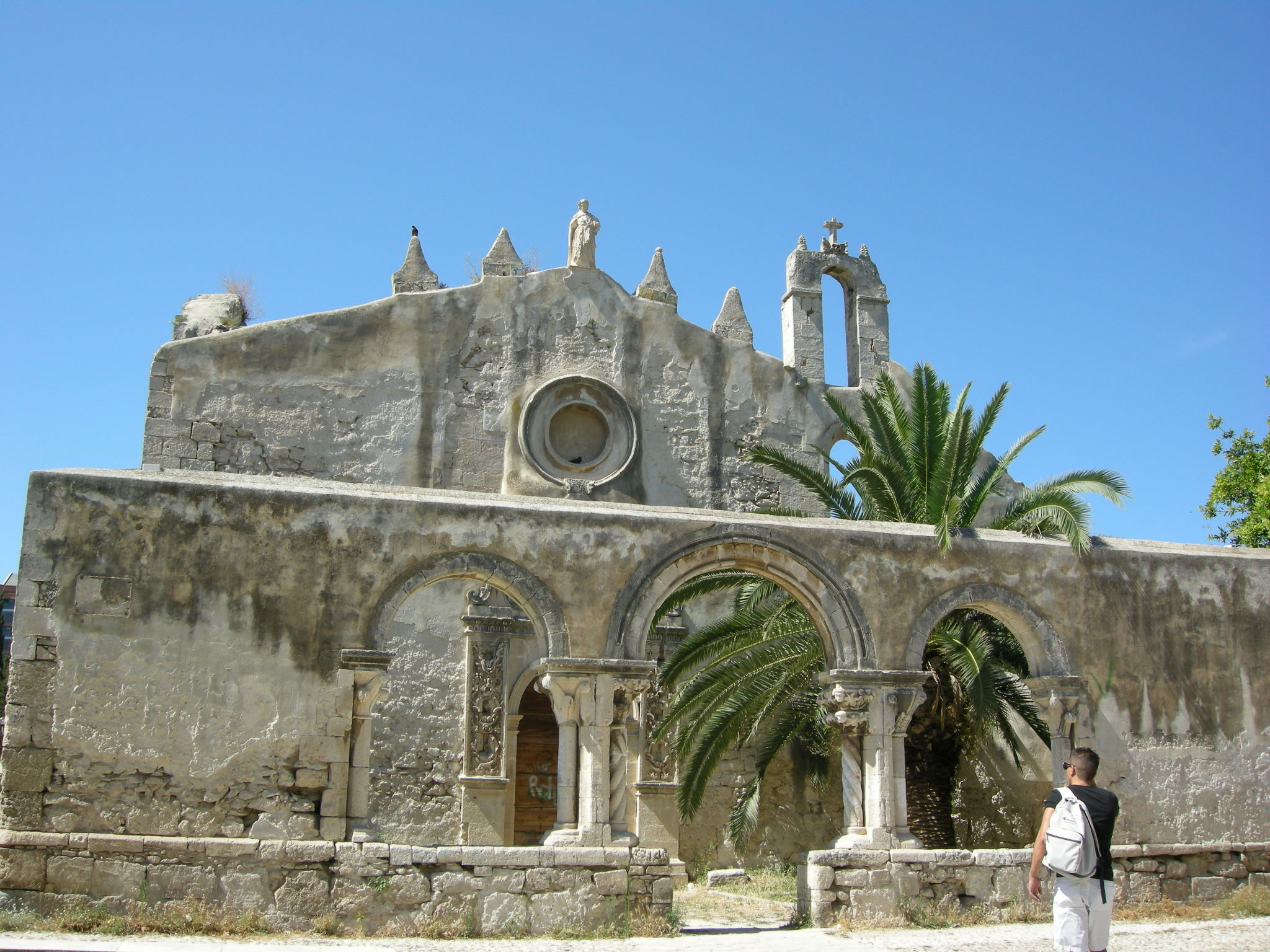
Развалины норманнской церкви Сан-Джованни, давшей название катакомбам

Катакомбы Сан-Джованни являются самыми поздними из известных в настоящее время сиракузских катакомб. Подземное кладбище использовались христианской общиной Сиракуз в IV — VI веках, уже после прекращения гонений. В связи с этим катакомбы Сан-Джованни имеют чёткий план и являются наиболее украшенными. О первоначальном захоронении здесь какого-либо святого или о посвящении катакомб этому святому нет никаких сведений. Крипта, в которой был погребён первый епископ Сиракуз Маркиан (итал. Marziano di Siracusa), не является частью кладбища и лишь в настоящее время объединена с ним в единый музей.
Современное название катакомб связано с норманнской церковью в честь Иоанна Богослова, построенной над криптой святого Маркиана (Сан-Марчано). Церковь была изначально возведена в романском стиле, затем была перестроена с элементами готики и окончательно разрушена землетрясением 1693 года.

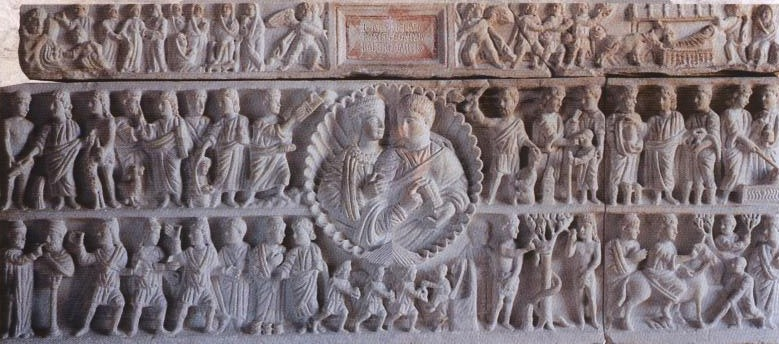
Саркофаг Адельфии, найденный в катакомбах Сан-Джованни

Находящиеся рядом с церковью катакомбы, хоть и заброшенные к VI веку, были известны в последующие столетия. В 1872 году археологом Саверио Каваллари в них был найден хорошо сохранившийся саркофаг V века (по сохранившейся эпитафии называется саркофагом Адельфии). Эта находка привлекла внимание исследователей к катакомбам; детальное же их исследование было осуществлено в 1893 — 1909 годах Паоло Орси. Во время Второй мировой войны катакомбы Сан-Джованни использовались местным населением в качестве бомбоубежища, вследствие чего большинство останков было перенесено на обычное кладбище.
В настоящее время развалины церкви Сан-Джованни, крипта Сан-Марчано и катакомбы Сан-Джованни находятся под управлением Папской комиссии по священной археологии и открыты для посещения.

## Особенности катакомб Сан-Джованни

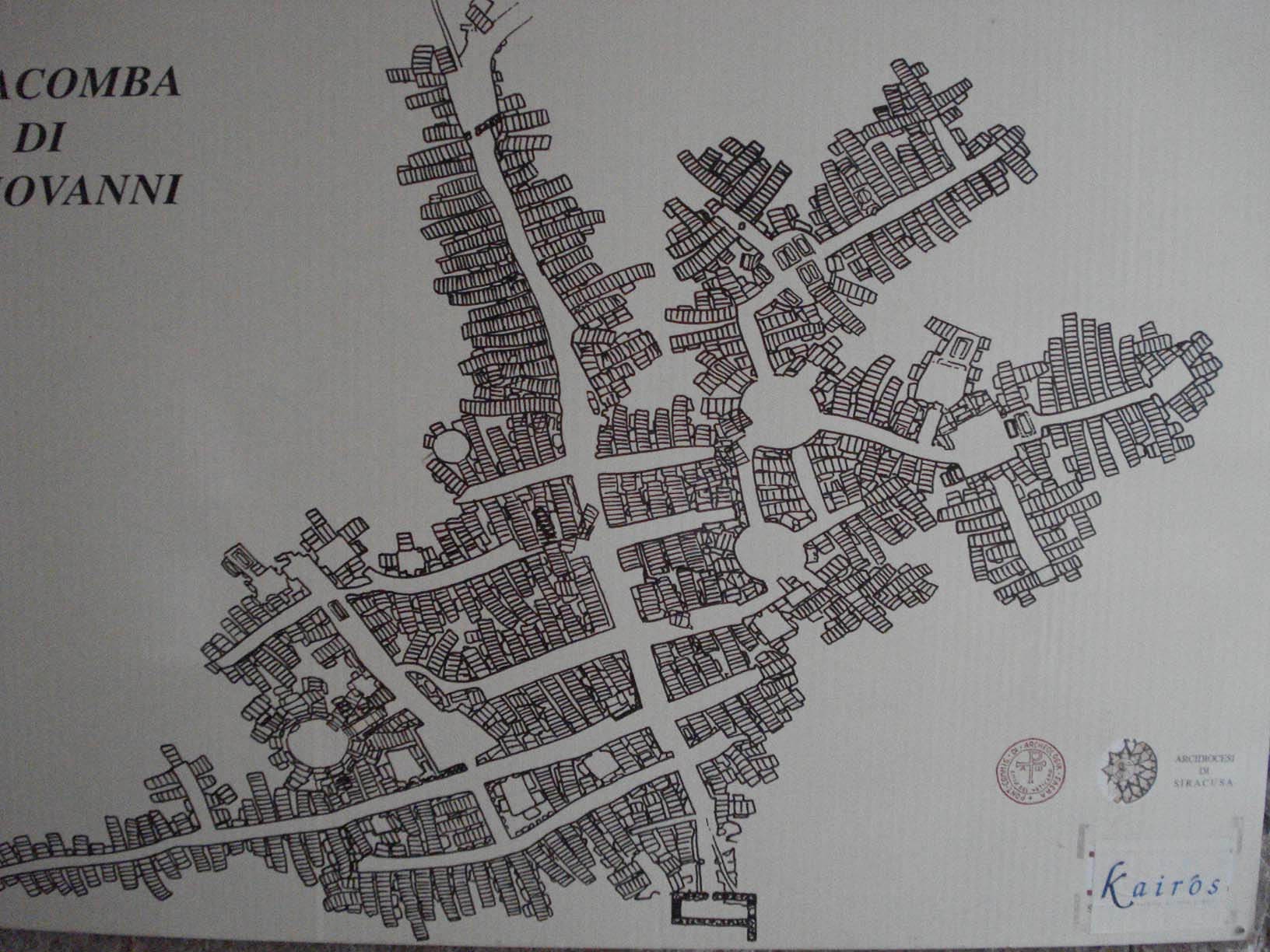
План катакомб Сан-Джованни

В отличие от большинства известных катакомб, возникших на основе каменоломен, катакомбы Сан-Джованни устроены на базе античного акведука. В связи с этим, катакомбы имеют чёткий план: имеется широкая центральная галерея (бывший decumanus maximus), от которой отходят второстепенные галереи; пересекающиеся галереи образуют круглые помещения — ротонды (бывшие цистерны для накопления воды). Катакомбы Сан-Джованни возникли уже после окончания гонений на христиан, в связи с чем они отличаются от других сиракузских катакомб гораздо большим разнообразием типов захоронений (в Санта-Лючия и Винья-Касия основными являются локули). Характерной особенностью Сан-Джованни является отсутствие семейных захоронений в виде кубикул, их заменяют большие семейные аркосолии.
| Название                                         | Описание |
| ------------------------------------------------ | --- |
| Ниши (лат. Loculi, локулы)                       | Локулы (дословно «местечки») — самая распространённая форма захоронений, общая для всех известных катакомб. В Сан-Джованни встречаются в основном локулы, предназначенные для захоронения одного человека. Локулы для погребения двух, трёх и более тел (лат. loculi bisomi, trisomi…) не характерны. Выполнены в форме четырёхугольных продолговатых углублений в стенах коридоров катакомб. |
| Аркосолии (лат. Arcosolium)                      | Аркосолий — невысокая глухая арка в стене, под ней в гробнице помещали останки усопших. Таким образом, отверстие гробницы располагалось не сбоку, а сверху. Поскольку захоронений мучеников в Сан-Джованни нет, аркосолии предназначались в основном для погребения богатых или уважаемых членов общины.                                                                                      |
| Семейные аркосолии (лат. Arcosolium)             | Свойственная только для катакомб Сан-Джованни форма захоронений: аркосолий представляет собой глубокую арку, под которой положены до 20 тел. |
| Саркофаги                                        | Относится к римской традиции погребения, позднее заимствованной христианами. Захоронения в саркофагах в катакомбах Сан-Джованни встречаются достаточно часто; существует целая ротонда саркофагов. (см. ниже). |
| Захоронения в полу (лат. Forma — «канал, труба») | Встречаются в полах галерей и ротонд, обычно использовались для погребения небогатых членов общины. |

## Описание

### Крипта Сан-Марчано
В современном виде крипта является норманнской церковью XII века в форме греческого креста, впоследствии перестроенной. Свод церкви поддерживают четыре колонны, на капителях которых изображены символы евангелистов, вход в церковь украшен барельефом с геральдическим орлом императора Фридриха II.
В правой апсиде находятся два алтаря: на одном из них, как утверждается, совершал литургию апостол Павел во время трёхдневного пребывания в Сиракузах, в другом ранее покоились мощи святого Маркиана, первого епископа города (впоследствии перенесены в Гаэту). В крипте сохранились несколько фресок, от византийских до XVII века, изображающих Богородицу с Младенцем, Иоанна Крестителя, апостолов Петра и Павла и нескольких неопознанных святых.

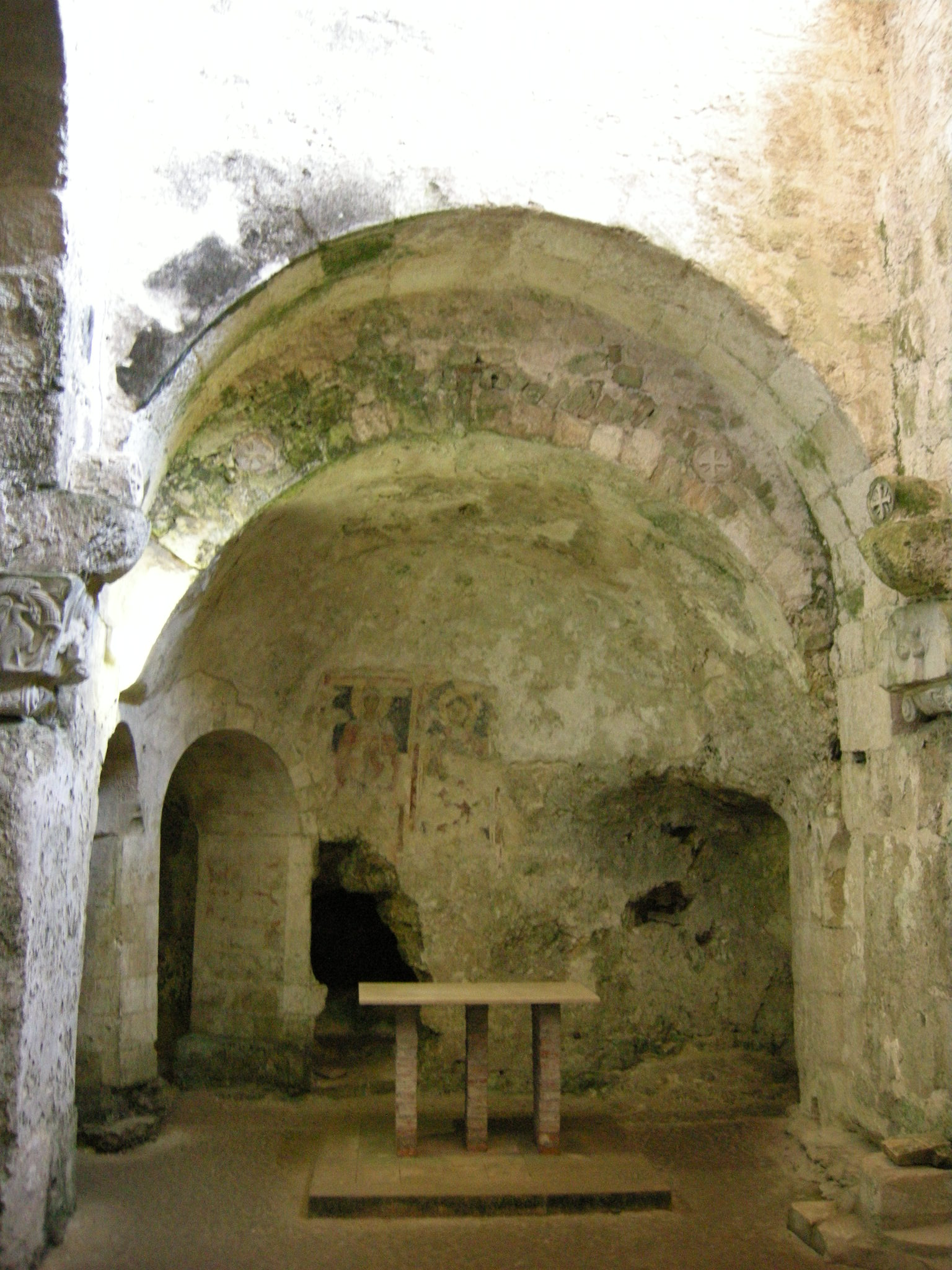
Главная апсида с современным алтарём
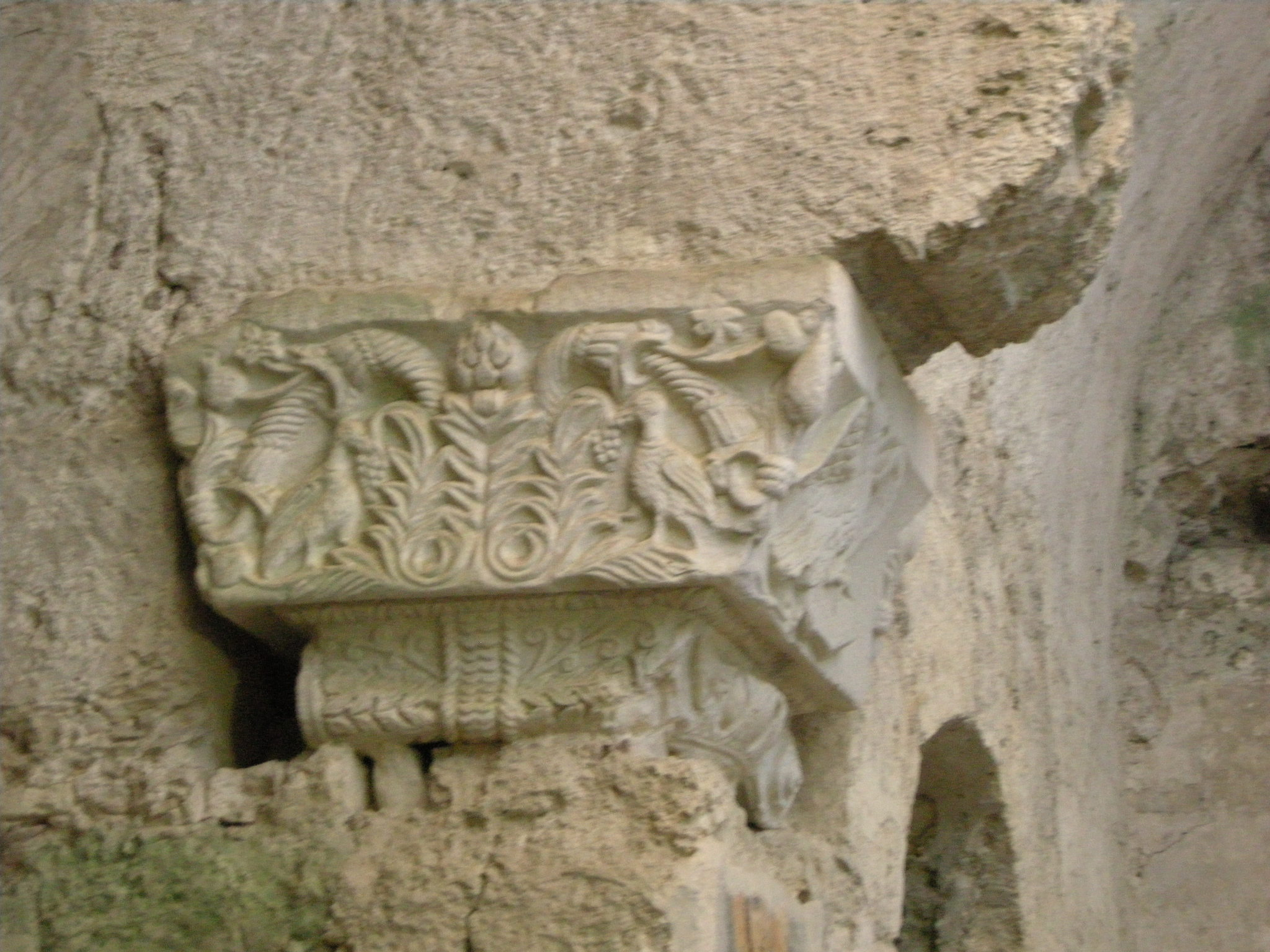
Одна из четырёх капителей с изображением райского сада и орла
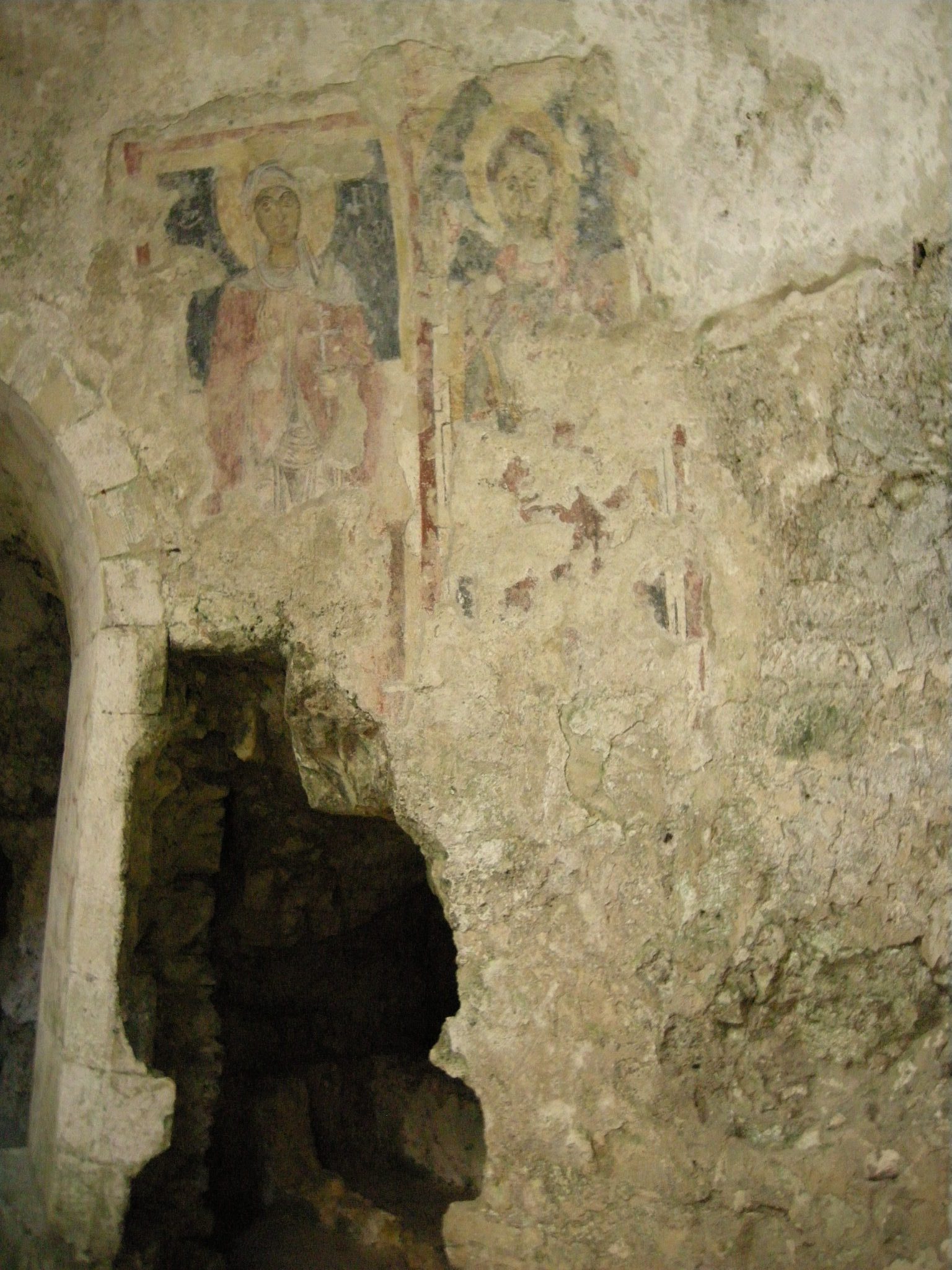
Сохранившиеся византийские фрески

### Северные галереи

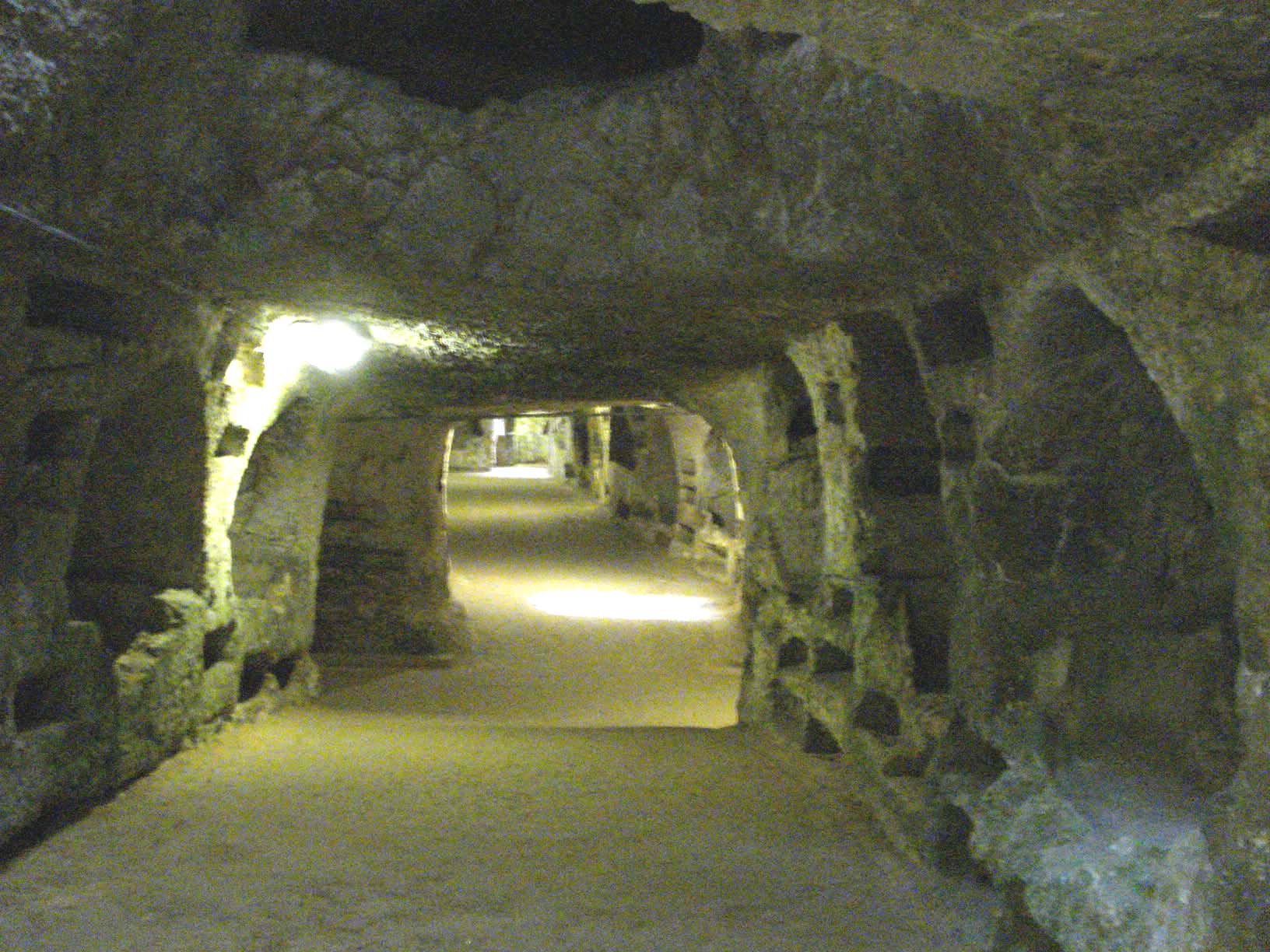
Главная галерея катакомб Сан-Джованни

С точки зрения археологов наиболее примечательными являются:
- Аркосолий с тремя неглубокими выемками в менсе — горизонтальной плите. Предположительно, в эти выемки во время поминальных трапез наливались вино, елей и мёд для усопшего, что указывает на сохранение некоторых языческих погребальных традиций среди новообращённых христиан.
- Ротонда Антиохии (названа по имени в сохранившейся эпитафии) с саркофагом в центре представляет собой настоящий мавзолей, своды которого поддерживались рядом колонн с капителями.
- Аркосолий Деодаты — в верхней части усопшая в позе «оранта» изображена в райском саду (на который указывают цветы и павлин) с апостолами Петром и Павлом. О Христе напоминает монограмма с греческими буквами Χ и Ρ, помещённая между α и ω — апокалиптическим знаками, также указывающими на Спасителя.

### Южные галереи

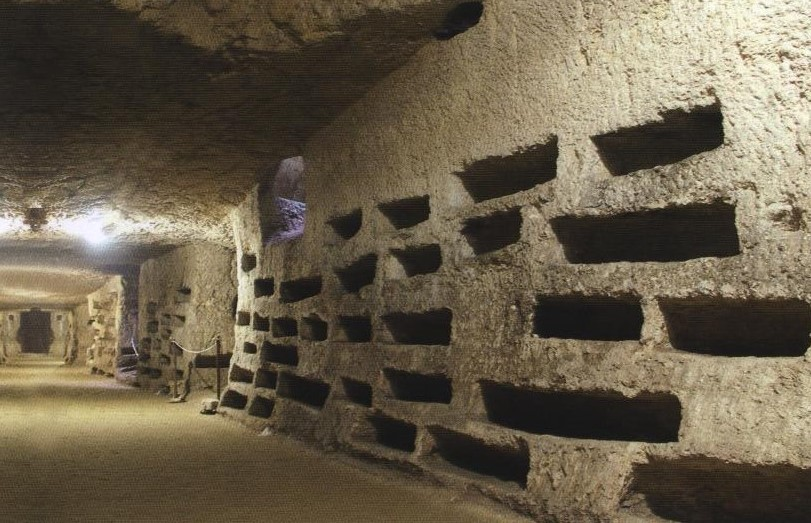
Локулы в катакомбах Сан-Джованни

Наибольший археологический интерес представляют:
- Предполагаемый аркосолий епископа Сиракозия (о желании усопшего быть погребенным рядом с этим епископом сообщает эпитафия на соседнем аркосолии). Украшен монограммой Христа (ΧΡ) с буквами α и ω, а также изображениями двух лодок: большой и маленькой. Исследователи истолковывают лодки как символы вселенской (большая) и поместной (маленькая лодка) Церквей.
- Ротонда Адельфии — здесь в 1872 году был найден саркофаг жены одного из римских сановников V века. На саркофаге, помимо портретов супружеской четы, находятся многочисленные барельефные сцены на темы событий Ветхого и Нового заветов (в том числе поклонение волхвов, вход Господень в Иерусалим, первородный грех и т. д.). В настоящее время саркофаг перемещён в Региональный археологический музей Сиракуз имени Паоло Орси.
- Ротонда саркофагов. Сохранилось только две эпитафии в честь дев Фотины и Филомены, 80 и 84 лет от роду. Концентрация большого количества саркофагов в одной ротонде заставила исследователей предполагать, что здесь погребены члены одной (возможно, монашеской) женской общины.
- Гробница папы Евсевия, умершего в изгнании в Сиракузах. Впоследствии его тело было перенесено в римские катакомбы святого Каллиста.
- Эпитафия в честь некой Эвскии, датируемая примерно 400 годом, — первое упоминание о почитании в Сиракузах святой Луции.

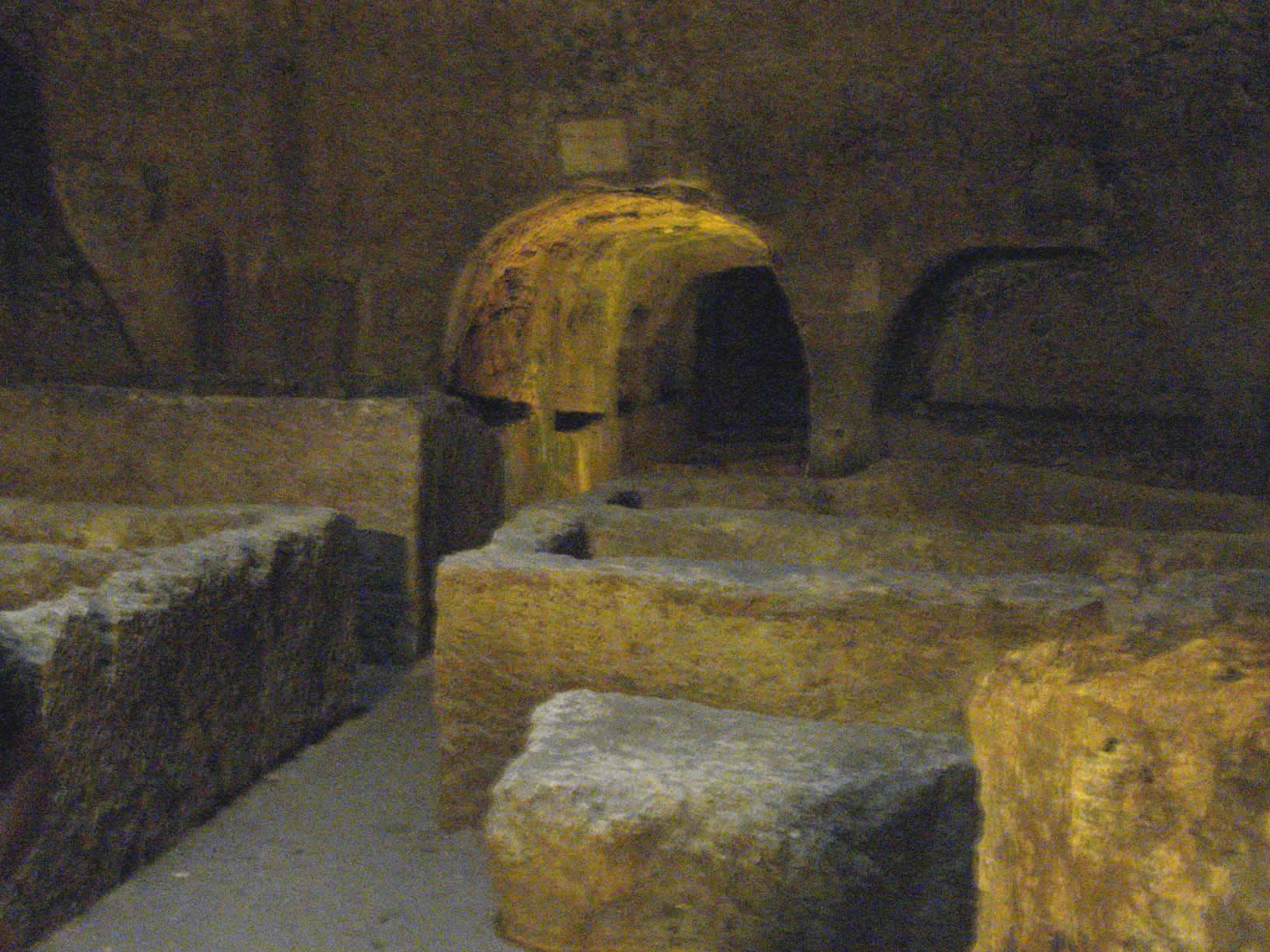
Ротонда саркофагов
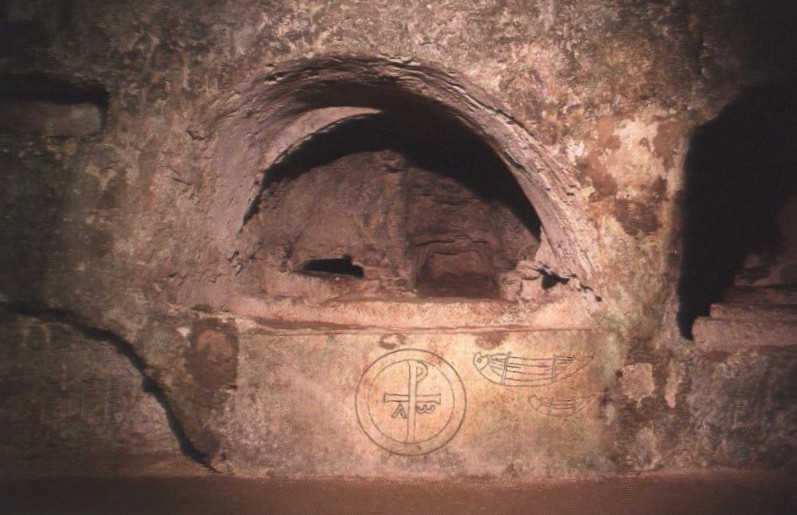
Аркосолий епископа Сиракозия
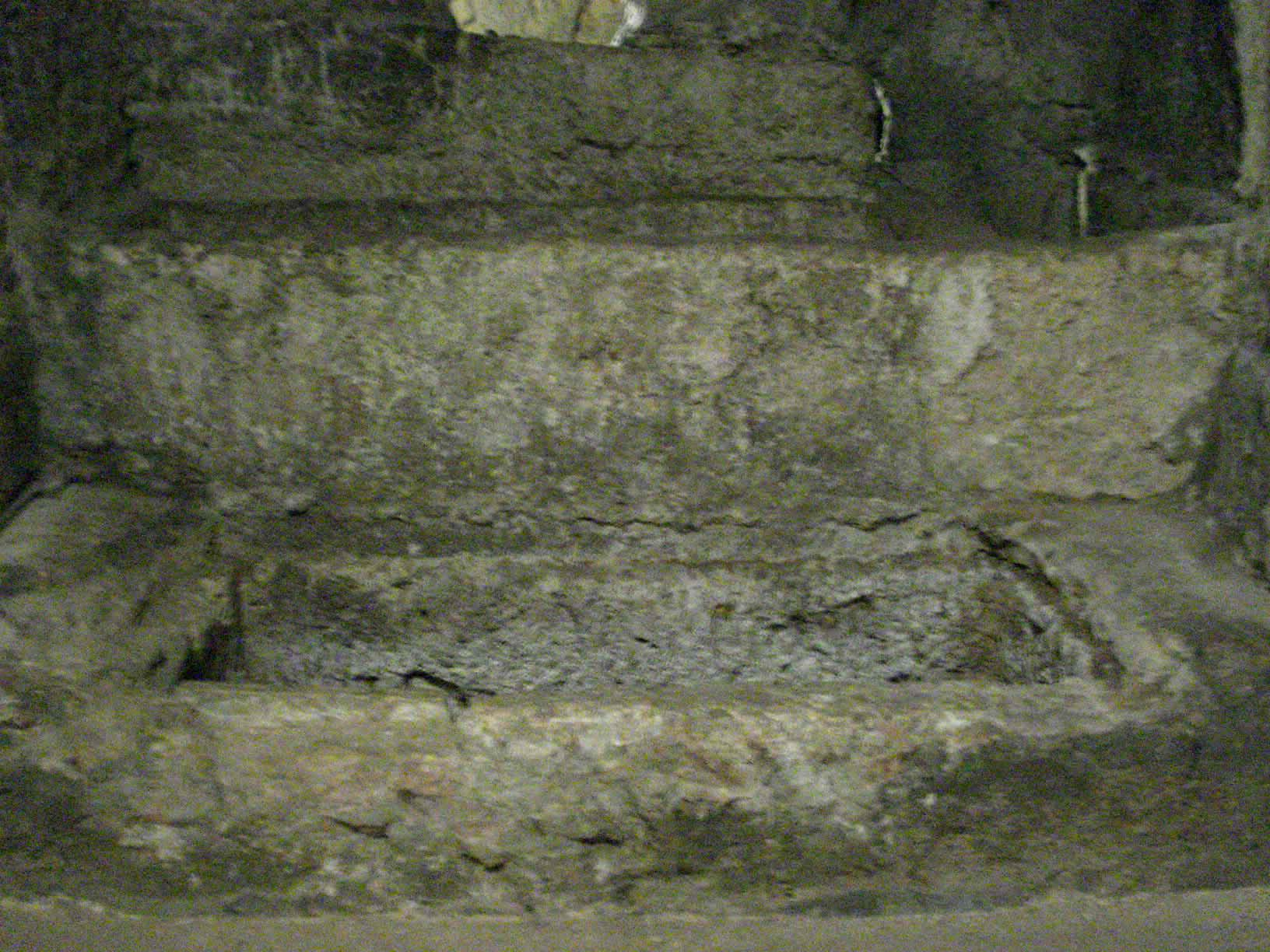
Гробница папы Евсевия